# Варлам Хутински
Преподобни Варлам Хутински (рус. Варлаам Хутынский) је руски православни светитељ. Рођен је почетком 12. века у Новгороду. По смрти својих родитеља се замонашио. Основао је манастир на обали реке Волхове.
За живота је чинио многа чудесна исцељења те је познат и као Варлам Чудотворац.
Године 1471. цар Иван III је наредио да се откопа гроб светитеља. Када су почели откривати, дигне се пламен из гроба и букне уза дуварове цркве. Цар се толико уплашио, да побегавши из храма, у журби заборавио свој штап, који се и до дан данас чува крај гроба светитеља.
Умро је 1192. године.
Православна црква прославља светог Варлама 6. новембра по јулијанском календару.
Напомена: Овај чланак, или један његов део, изворно је преузет из Охридског пролога Николаја Велимировића.